# آمری (ویسکانسین)
آمری، ویسکانسین  (به انگلیسی: Amery) شهری در شهرستان پولک ایالت ویسکانسین است که در سال ۱۹۱۹ بنیان‌گذاری شده‌است. این شهر طبق سرشماری سال ۲۰۱۰ میلادی ۲٬۹۰۲ نفر جمعیت داشته‌است.